# Мой друг Иван Лапшин
«Мой друг Ива́н Лапши́н» — советский художественный фильм режиссёра Алексея Германа по повести Юрия Германа «Лапшин».

## Сюжет
Сюжет фильма — это история начальника уголовного розыска города Унчанска, Ивана Лапшина, короткий кусочек его жизни и жизни его друзей, товарищей и знакомых. События фильма, происходящие в 1930-е годы, подаются от имени сына одного из них (в ту пору 9-летнего мальчика), который рассказывает о них много лет спустя.
Местный угрозыск занимается поимкой банды Соловьёва, совершающей бессмысленные и жестокие убийства. Его начальник — Иван Лапшин (Андрей Болтнев), — бывший участник военных действий (подразумевается Гражданская война), человек волевой и решительный. В вопросах борьбы с преступностью он не знает компромиссов. «Вычистим землю, посадим сад и сами ещё успеем погулять в этом саду!» — вот его девиз. Примерно этого же девиза придерживаются и другие участники опергруппы, поддерживая себя время от времени исполнением революционных песен. Живёт Лапшин так же, как и большинство его подчинённых — снимает «угол», а фактически «койку» у старухи Патрикеевны. Показаны детали скромного быта большинства «коммуналок» того времени, когда на небольшой жилплощади одновременно проживают четверо взрослых людей и ребёнок.
Помимо сюжета с коммуналкой, действие фильма развивается ещё по двум направлениям — собственно, работа розыска, включая облавы, допросы подозреваемых, общение с уголовным элементом и «любовный треугольник», состоящий из актрисы местного театра (Нина Русланова), журналиста Ханина (Андрей Миронов) и Лапшина. Ханин с Лапшиным давно знакомы и поддерживают хорошие отношения. С актрисой Лапшина знакомят в начале разворачивающегося сюжета, но как только Лапшин проявляет искреннюю симпатию к актрисе, она сообщает ему, что любит Ханина.
Показана внутренняя жизнь провинциального театра посленэповского периода, когда на сцене соседствовала классика (показано «закулисье» спектакля «Пир во время чумы») и поиск «новых сюжетов в искусстве», таких как «перековка» бывших уголовников в «общественно полезный элемент». Все трое — и Ханин, и актриса, и Лапшин — добродушно разыгрывают сотрудника УГРО Окошкина (Алексей Жарков), который всячески стремится жениться и наконец съехать с коммунальной квартиры. Это ему почти удаётся, но к концу фильма он, устав от навязчивого внимания жены и её матери, опять возвращается на старое место жительства.
Отдельная сюжетная линия посвящена внутренним переживаниям самого Ханина, у которого совсем недавно умерла жена, и он, временно поселившись в той же коммуналке, что и Лапшин, находясь в подавленном состоянии, пытается застрелиться из пистолета Лапшина. Ханину не хватает решимости довести дело до конца, и тогда Лапшин обещает взять его с собой «ловить разбойников». Во время операции именно Ханин замечает, что пока сотрудники милиции проводят облаву в бараке, какой-то человек потихоньку уходит, что называется, дворами. Как выясняется, это и был главарь банды Соловьёв (Юрий Помогаев). Не имея милицейского опыта, Ханин пытается задержать Соловьёва, но тот ранит его ножом в живот. Впоследствии сотрудникам милиции удаётся окружить Соловьёва. Несмотря на то, что преступник хочет сдаться, Лапшин убивает его.
Выписавшись из больницы, Ханин предлагает Лапшину уехать с ним на Дальний Восток и в Сибирь «показать места», какие Лапшин «никогда не видел», однако тот отказывается. С Ханиным вроде бы собирается уезжать и актриса, но в последний момент остаётся в Унчанске. Впрочем, тесных отношений с ней Лапшин поддерживать больше не намерен.

## В ролях
- Андрей Болтнев — Иван Лапшин, начальник уголовного розыска
- Нина Русланова — Наташа Адашова, актриса
- Андрей Миронов — Ханин, писатель, журналист
- Алексей Жарков — Вася Окошкин
- Зинаида Адамович — Патрикеевна
- Александр Филиппенко — Занадворов, отец рассказчика
- Юрий Кузнецов — начальник райотдела милиции
- Валерий Филонов — Побужинский
- Анатолий Сливников — Бычков
- Андрей Дударенко — Кашин

Остальные актёры в титрах указаны как исполнители эпизодических ролей:
- Юрий Помогаев — Соловьёв, главарь банды[2]
- Анатолий Аристов — Хохряков (озвучивает Игорь Ефимов)
- Юрий Ароян — артист местного театра
- Борис Войцеховский — артист и режиссёр местного театра
- Сергей Кушаков — Егоров, ведущий артист местного театра
- Владимир Точилин — Точилин
- Семён Фарада — начфин Джатиев
- Анатолий Шведерский — артист местного театра
- Саша Исаков — рассказчик в детстве
- Валерий Кузин — рассказчик
- Нина Усатова — жена (вдова) Соловьёва
- Александра Николаева
- Наталья Лабурцева
- Лидия Волкова
- Юрий Козлов
- Б. Мелешкин
- В. Попова
- В. Сиротенко

## Работа над фильмом
Оригинальный сценарий картины, «Начальник опергруппы», был написан ещё в 1969 году и основывался на повести Юрия Германа «Лапшин». Тем не менее к работе над этим фильмом Алексей Герман приступил лишь спустя десять лет (в 1979 году, тогда началась подготовка к съёмкам, проводились поиски актёров, поиски места съёмки, а также походы участников съемочного процесса вместе с режиссёром в морг, непосредственно съёмки фильма заняли полгода с осени 1981 года до весны 1982-го), сценарий фильма полностью написан сценаристом и драматургом Эдуардом Володарским, при этом сохранены характеры главных героев из повести отца режиссёра. «Перед нами было два возможных пути — делать фильм приключенческий и делать фильм о любовном треугольнике, — позже рассказывал Алексей Герман, — Мы не выбрали ни тот, ни этот, смешали оба направления — главным для нас была не детективная интрига, не любовная история, а само то время. О нём мы и делали фильм. Передать его — было нашей самой главной и самой трудной задачей». Сценарий был переписан: за основу расследования, проводимого в картине Лапшиным, было взято реальное дело Тюрина и Соловьёва. Во время работы над сценарием в качестве консультанта выступал тогдашний начальник ленинградского угрозыска, который и рассказал сценаристам о методах работы и о деталях дела Тюрина и Соловьёва. Впоследствии Герман в ответ на слухи о том, что высокие чины из МВД собираются заняться контролем картины, говорил: «Пусть лучше заботятся, чтобы у них сейчас всё было по закону, а за правду того, что у меня показано про 30-е годы, я ручаюсь. Я же не говорю, что так, как было, хорошо, я говорю, что так было».
При отборе актёров режиссёр предпочитал малоизвестные зрителю лица. В результате на главную роль Лапшина был назначен новосибирский актёр Андрей Болтнев, для которого картина «Мой друг Иван Лапшин» стала второй в фильмографии (первой был фильм Семёна Арановича «Торпедоносцы», который снимался после фильма «Мой друг Иван Лапшин», но вышел на экраны раньше). Герман отмечал, что специально искал актёра на роль Лапшина «с печатью смерти на лице».
Для роли журналиста Ханина нужна была долгая предыстория, места для которой в фильме не было, поэтому на эту роль Герман выбрал более профессионального актёра. Среди претендентов были Александр Филиппенко и театральный режиссёр Анатолий Васильев, но в итоге роль была отдана Андрею Миронову.
На роль Окошкина, помимо Алексея Жаркова, пробовался новосибирский актёр Евгений Важенин, но он тогда был занят в спектаклях, поэтому роль досталась Жаркову.

### Съёмки
Перед самыми съёмками фильма съёмочной группой была проделана огромная работа по воссозданию атмосферы 1930-х годов: собирались фотографии, консультировались с милиционерами тех времён, подыскивали места для съёмок, скупали через комиссионные магазины подлинную одежду того времени, корректировали сценарий. Чтобы прочувствовать атмосферу работы уголовного розыска, Герман со своей женой Светланой Кармалитой около месяца провели в тюрьмах, часто выезжали на допросы, где их оформляли как понятых. По его словам, он хотел воссоздать «чеховскую» атмосферу, поэтому перенёс действия из Ленинграда в провинцию. Места для съёмок Герман нашёл в архивах, где обнаружил вырезку из газеты со снимками деревянной арки и гипсовых пионеров у фонтана. Бо́льшая часть фильма была снята в Астрахани.

## Отзывы
Отрицательные
Сразу же после выхода фильма на экран критика отметила, что Герман снял «странный детектив». Режиссёра неоднократно упрекали в очернении действительности и дегероизации эпохи 1930-х годов. Критики фильма настаивали, что условия жизни и быт не могли быть такими жуткими, какими они отражены на экране. Картину порой относят к «антологии миниатюр», из которых соткан образ провинциального города и целой эпохи (сюжетные линии прерываются многочисленными микросюжетами). По словам режиссёра, на первом просмотре фильма, на котором присутствовали Элем Климов и Андрей Смирнов, они оба сказали, что этот фильм смотреть невозможно, и в этом они оба согласны, хотя друг с другом уже несколько лет не разговаривают, мотивируя эти слова тем, что это не фильм, а «броуновское движение».
Положительные
Кира Муратова в одном из интервью сказала следующее: «Из русских режиссёров я больше всех люблю Сокурова и Германа. Но у Германа я люблю только картину „Мой друг Иван Лапшин“. Этот фильм, казалось бы, про советскую власть, за советскую власть, а я не люблю советскую власть, но он сделан так бесподобно, потрясающе, что я его могу смотреть всегда и с любого места».

## Съёмочная группа
- Сюжет:
  - Юрий Герман
  - Алексей Герман
- Автор сценария: Эдуард Володарский
- Режиссёр-постановщик: Алексей Герман
- Оператор: Валерий Федосов
- Художник: Юрий Пугач
- Музыка: Аркадий Гагулашвили
- Монтаж: Леда Семёнова
- Звукооператор: Николай Астахов
- Редактор: В. Шварц
- Консультанты: Е. А. Максимов, М. И. Михайлов
- Режиссёры: Виктор Аристов, В. Никулин
- Грим: О. Телова
- Костюмы: Галина Деева

## Факты
- Первое «рабочее» название фильма — «Начальник опергруппы» (фильм был закончен в 1982 году). Фильм был показан в Музее современного искусства[8].
- Один из прототипов главного героя — работник уголовного розыска Иван Бодунов[9].
- В финале фильма Окошкин и Занадворов разыгрывают в шахматы Скандинавскую партию:|   | a                                                                                                                                                                                                                                                                                                                                                                                                                                                                                                                                                                       | b                                                                                                                                                                                                                                                                                                                                                                                                                                                                                                                                                                       | c                                                                                                                                                                                                                                                                                                                                                                                                                                                                                                                                                                       | d                                                                                                                                                                                                                                                                                                                                                                                                                                                                                                                                                                       | e                                                                                                                                                                                                                                                                                                                                                                                                                                                                                                                                                                       | f                                                                                                                                                                                                                                                                                                                                                                                                                                                                                                                                                                       | g                                                                                                                                                                                                                                                                                                                                                                                                                                                                                                                                                                       | h                                                                                                                                                                                                                                                                                                                                                                                                                                                                                                                                                                       |   |
| - | --- | --- | --- | --- | --- | --- | --- | --- | - |
| 8 | a8 чёрная ладья · b8 чёрный конь · d8 чёрный ферзь · e8 чёрный король · f8 чёрный слон · g8 чёрный конь · h8 чёрная ладья · a7 чёрная пешка · b7 чёрная пешка · e7 чёрная пешка · f7 чёрная пешка · g7 чёрная пешка · h7 чёрная пешка · c6 чёрная пешка · e6 чёрный слон · d5 чёрная пешка · b4 белая пешка · e4 белая пешка · f3 белый конь · h3 белая пешка · a2 белая пешка · c2 белая пешка · d2 белая пешка · f2 белая пешка · g2 белая пешка · a1 белая ладья · b1 белый конь · c1 белый слон · d1 белый ферзь · e1 белый король · f1 белый слон · h1 белая ладья | a8 чёрная ладья · b8 чёрный конь · d8 чёрный ферзь · e8 чёрный король · f8 чёрный слон · g8 чёрный конь · h8 чёрная ладья · a7 чёрная пешка · b7 чёрная пешка · e7 чёрная пешка · f7 чёрная пешка · g7 чёрная пешка · h7 чёрная пешка · c6 чёрная пешка · e6 чёрный слон · d5 чёрная пешка · b4 белая пешка · e4 белая пешка · f3 белый конь · h3 белая пешка · a2 белая пешка · c2 белая пешка · d2 белая пешка · f2 белая пешка · g2 белая пешка · a1 белая ладья · b1 белый конь · c1 белый слон · d1 белый ферзь · e1 белый король · f1 белый слон · h1 белая ладья | a8 чёрная ладья · b8 чёрный конь · d8 чёрный ферзь · e8 чёрный король · f8 чёрный слон · g8 чёрный конь · h8 чёрная ладья · a7 чёрная пешка · b7 чёрная пешка · e7 чёрная пешка · f7 чёрная пешка · g7 чёрная пешка · h7 чёрная пешка · c6 чёрная пешка · e6 чёрный слон · d5 чёрная пешка · b4 белая пешка · e4 белая пешка · f3 белый конь · h3 белая пешка · a2 белая пешка · c2 белая пешка · d2 белая пешка · f2 белая пешка · g2 белая пешка · a1 белая ладья · b1 белый конь · c1 белый слон · d1 белый ферзь · e1 белый король · f1 белый слон · h1 белая ладья | a8 чёрная ладья · b8 чёрный конь · d8 чёрный ферзь · e8 чёрный король · f8 чёрный слон · g8 чёрный конь · h8 чёрная ладья · a7 чёрная пешка · b7 чёрная пешка · e7 чёрная пешка · f7 чёрная пешка · g7 чёрная пешка · h7 чёрная пешка · c6 чёрная пешка · e6 чёрный слон · d5 чёрная пешка · b4 белая пешка · e4 белая пешка · f3 белый конь · h3 белая пешка · a2 белая пешка · c2 белая пешка · d2 белая пешка · f2 белая пешка · g2 белая пешка · a1 белая ладья · b1 белый конь · c1 белый слон · d1 белый ферзь · e1 белый король · f1 белый слон · h1 белая ладья | a8 чёрная ладья · b8 чёрный конь · d8 чёрный ферзь · e8 чёрный король · f8 чёрный слон · g8 чёрный конь · h8 чёрная ладья · a7 чёрная пешка · b7 чёрная пешка · e7 чёрная пешка · f7 чёрная пешка · g7 чёрная пешка · h7 чёрная пешка · c6 чёрная пешка · e6 чёрный слон · d5 чёрная пешка · b4 белая пешка · e4 белая пешка · f3 белый конь · h3 белая пешка · a2 белая пешка · c2 белая пешка · d2 белая пешка · f2 белая пешка · g2 белая пешка · a1 белая ладья · b1 белый конь · c1 белый слон · d1 белый ферзь · e1 белый король · f1 белый слон · h1 белая ладья | a8 чёрная ладья · b8 чёрный конь · d8 чёрный ферзь · e8 чёрный король · f8 чёрный слон · g8 чёрный конь · h8 чёрная ладья · a7 чёрная пешка · b7 чёрная пешка · e7 чёрная пешка · f7 чёрная пешка · g7 чёрная пешка · h7 чёрная пешка · c6 чёрная пешка · e6 чёрный слон · d5 чёрная пешка · b4 белая пешка · e4 белая пешка · f3 белый конь · h3 белая пешка · a2 белая пешка · c2 белая пешка · d2 белая пешка · f2 белая пешка · g2 белая пешка · a1 белая ладья · b1 белый конь · c1 белый слон · d1 белый ферзь · e1 белый король · f1 белый слон · h1 белая ладья | a8 чёрная ладья · b8 чёрный конь · d8 чёрный ферзь · e8 чёрный король · f8 чёрный слон · g8 чёрный конь · h8 чёрная ладья · a7 чёрная пешка · b7 чёрная пешка · e7 чёрная пешка · f7 чёрная пешка · g7 чёрная пешка · h7 чёрная пешка · c6 чёрная пешка · e6 чёрный слон · d5 чёрная пешка · b4 белая пешка · e4 белая пешка · f3 белый конь · h3 белая пешка · a2 белая пешка · c2 белая пешка · d2 белая пешка · f2 белая пешка · g2 белая пешка · a1 белая ладья · b1 белый конь · c1 белый слон · d1 белый ферзь · e1 белый король · f1 белый слон · h1 белая ладья | a8 чёрная ладья · b8 чёрный конь · d8 чёрный ферзь · e8 чёрный король · f8 чёрный слон · g8 чёрный конь · h8 чёрная ладья · a7 чёрная пешка · b7 чёрная пешка · e7 чёрная пешка · f7 чёрная пешка · g7 чёрная пешка · h7 чёрная пешка · c6 чёрная пешка · e6 чёрный слон · d5 чёрная пешка · b4 белая пешка · e4 белая пешка · f3 белый конь · h3 белая пешка · a2 белая пешка · c2 белая пешка · d2 белая пешка · f2 белая пешка · g2 белая пешка · a1 белая ладья · b1 белый конь · c1 белый слон · d1 белый ферзь · e1 белый король · f1 белый слон · h1 белая ладья | 8 |
| 7 | a8 чёрная ладья · b8 чёрный конь · d8 чёрный ферзь · e8 чёрный король · f8 чёрный слон · g8 чёрный конь · h8 чёрная ладья · a7 чёрная пешка · b7 чёрная пешка · e7 чёрная пешка · f7 чёрная пешка · g7 чёрная пешка · h7 чёрная пешка · c6 чёрная пешка · e6 чёрный слон · d5 чёрная пешка · b4 белая пешка · e4 белая пешка · f3 белый конь · h3 белая пешка · a2 белая пешка · c2 белая пешка · d2 белая пешка · f2 белая пешка · g2 белая пешка · a1 белая ладья · b1 белый конь · c1 белый слон · d1 белый ферзь · e1 белый король · f1 белый слон · h1 белая ладья | a8 чёрная ладья · b8 чёрный конь · d8 чёрный ферзь · e8 чёрный король · f8 чёрный слон · g8 чёрный конь · h8 чёрная ладья · a7 чёрная пешка · b7 чёрная пешка · e7 чёрная пешка · f7 чёрная пешка · g7 чёрная пешка · h7 чёрная пешка · c6 чёрная пешка · e6 чёрный слон · d5 чёрная пешка · b4 белая пешка · e4 белая пешка · f3 белый конь · h3 белая пешка · a2 белая пешка · c2 белая пешка · d2 белая пешка · f2 белая пешка · g2 белая пешка · a1 белая ладья · b1 белый конь · c1 белый слон · d1 белый ферзь · e1 белый король · f1 белый слон · h1 белая ладья | a8 чёрная ладья · b8 чёрный конь · d8 чёрный ферзь · e8 чёрный король · f8 чёрный слон · g8 чёрный конь · h8 чёрная ладья · a7 чёрная пешка · b7 чёрная пешка · e7 чёрная пешка · f7 чёрная пешка · g7 чёрная пешка · h7 чёрная пешка · c6 чёрная пешка · e6 чёрный слон · d5 чёрная пешка · b4 белая пешка · e4 белая пешка · f3 белый конь · h3 белая пешка · a2 белая пешка · c2 белая пешка · d2 белая пешка · f2 белая пешка · g2 белая пешка · a1 белая ладья · b1 белый конь · c1 белый слон · d1 белый ферзь · e1 белый король · f1 белый слон · h1 белая ладья | a8 чёрная ладья · b8 чёрный конь · d8 чёрный ферзь · e8 чёрный король · f8 чёрный слон · g8 чёрный конь · h8 чёрная ладья · a7 чёрная пешка · b7 чёрная пешка · e7 чёрная пешка · f7 чёрная пешка · g7 чёрная пешка · h7 чёрная пешка · c6 чёрная пешка · e6 чёрный слон · d5 чёрная пешка · b4 белая пешка · e4 белая пешка · f3 белый конь · h3 белая пешка · a2 белая пешка · c2 белая пешка · d2 белая пешка · f2 белая пешка · g2 белая пешка · a1 белая ладья · b1 белый конь · c1 белый слон · d1 белый ферзь · e1 белый король · f1 белый слон · h1 белая ладья | a8 чёрная ладья · b8 чёрный конь · d8 чёрный ферзь · e8 чёрный король · f8 чёрный слон · g8 чёрный конь · h8 чёрная ладья · a7 чёрная пешка · b7 чёрная пешка · e7 чёрная пешка · f7 чёрная пешка · g7 чёрная пешка · h7 чёрная пешка · c6 чёрная пешка · e6 чёрный слон · d5 чёрная пешка · b4 белая пешка · e4 белая пешка · f3 белый конь · h3 белая пешка · a2 белая пешка · c2 белая пешка · d2 белая пешка · f2 белая пешка · g2 белая пешка · a1 белая ладья · b1 белый конь · c1 белый слон · d1 белый ферзь · e1 белый король · f1 белый слон · h1 белая ладья | a8 чёрная ладья · b8 чёрный конь · d8 чёрный ферзь · e8 чёрный король · f8 чёрный слон · g8 чёрный конь · h8 чёрная ладья · a7 чёрная пешка · b7 чёрная пешка · e7 чёрная пешка · f7 чёрная пешка · g7 чёрная пешка · h7 чёрная пешка · c6 чёрная пешка · e6 чёрный слон · d5 чёрная пешка · b4 белая пешка · e4 белая пешка · f3 белый конь · h3 белая пешка · a2 белая пешка · c2 белая пешка · d2 белая пешка · f2 белая пешка · g2 белая пешка · a1 белая ладья · b1 белый конь · c1 белый слон · d1 белый ферзь · e1 белый король · f1 белый слон · h1 белая ладья | a8 чёрная ладья · b8 чёрный конь · d8 чёрный ферзь · e8 чёрный король · f8 чёрный слон · g8 чёрный конь · h8 чёрная ладья · a7 чёрная пешка · b7 чёрная пешка · e7 чёрная пешка · f7 чёрная пешка · g7 чёрная пешка · h7 чёрная пешка · c6 чёрная пешка · e6 чёрный слон · d5 чёрная пешка · b4 белая пешка · e4 белая пешка · f3 белый конь · h3 белая пешка · a2 белая пешка · c2 белая пешка · d2 белая пешка · f2 белая пешка · g2 белая пешка · a1 белая ладья · b1 белый конь · c1 белый слон · d1 белый ферзь · e1 белый король · f1 белый слон · h1 белая ладья | a8 чёрная ладья · b8 чёрный конь · d8 чёрный ферзь · e8 чёрный король · f8 чёрный слон · g8 чёрный конь · h8 чёрная ладья · a7 чёрная пешка · b7 чёрная пешка · e7 чёрная пешка · f7 чёрная пешка · g7 чёрная пешка · h7 чёрная пешка · c6 чёрная пешка · e6 чёрный слон · d5 чёрная пешка · b4 белая пешка · e4 белая пешка · f3 белый конь · h3 белая пешка · a2 белая пешка · c2 белая пешка · d2 белая пешка · f2 белая пешка · g2 белая пешка · a1 белая ладья · b1 белый конь · c1 белый слон · d1 белый ферзь · e1 белый король · f1 белый слон · h1 белая ладья | 7 |
| 6 | a8 чёрная ладья · b8 чёрный конь · d8 чёрный ферзь · e8 чёрный король · f8 чёрный слон · g8 чёрный конь · h8 чёрная ладья · a7 чёрная пешка · b7 чёрная пешка · e7 чёрная пешка · f7 чёрная пешка · g7 чёрная пешка · h7 чёрная пешка · c6 чёрная пешка · e6 чёрный слон · d5 чёрная пешка · b4 белая пешка · e4 белая пешка · f3 белый конь · h3 белая пешка · a2 белая пешка · c2 белая пешка · d2 белая пешка · f2 белая пешка · g2 белая пешка · a1 белая ладья · b1 белый конь · c1 белый слон · d1 белый ферзь · e1 белый король · f1 белый слон · h1 белая ладья | a8 чёрная ладья · b8 чёрный конь · d8 чёрный ферзь · e8 чёрный король · f8 чёрный слон · g8 чёрный конь · h8 чёрная ладья · a7 чёрная пешка · b7 чёрная пешка · e7 чёрная пешка · f7 чёрная пешка · g7 чёрная пешка · h7 чёрная пешка · c6 чёрная пешка · e6 чёрный слон · d5 чёрная пешка · b4 белая пешка · e4 белая пешка · f3 белый конь · h3 белая пешка · a2 белая пешка · c2 белая пешка · d2 белая пешка · f2 белая пешка · g2 белая пешка · a1 белая ладья · b1 белый конь · c1 белый слон · d1 белый ферзь · e1 белый король · f1 белый слон · h1 белая ладья | a8 чёрная ладья · b8 чёрный конь · d8 чёрный ферзь · e8 чёрный король · f8 чёрный слон · g8 чёрный конь · h8 чёрная ладья · a7 чёрная пешка · b7 чёрная пешка · e7 чёрная пешка · f7 чёрная пешка · g7 чёрная пешка · h7 чёрная пешка · c6 чёрная пешка · e6 чёрный слон · d5 чёрная пешка · b4 белая пешка · e4 белая пешка · f3 белый конь · h3 белая пешка · a2 белая пешка · c2 белая пешка · d2 белая пешка · f2 белая пешка · g2 белая пешка · a1 белая ладья · b1 белый конь · c1 белый слон · d1 белый ферзь · e1 белый король · f1 белый слон · h1 белая ладья | a8 чёрная ладья · b8 чёрный конь · d8 чёрный ферзь · e8 чёрный король · f8 чёрный слон · g8 чёрный конь · h8 чёрная ладья · a7 чёрная пешка · b7 чёрная пешка · e7 чёрная пешка · f7 чёрная пешка · g7 чёрная пешка · h7 чёрная пешка · c6 чёрная пешка · e6 чёрный слон · d5 чёрная пешка · b4 белая пешка · e4 белая пешка · f3 белый конь · h3 белая пешка · a2 белая пешка · c2 белая пешка · d2 белая пешка · f2 белая пешка · g2 белая пешка · a1 белая ладья · b1 белый конь · c1 белый слон · d1 белый ферзь · e1 белый король · f1 белый слон · h1 белая ладья | a8 чёрная ладья · b8 чёрный конь · d8 чёрный ферзь · e8 чёрный король · f8 чёрный слон · g8 чёрный конь · h8 чёрная ладья · a7 чёрная пешка · b7 чёрная пешка · e7 чёрная пешка · f7 чёрная пешка · g7 чёрная пешка · h7 чёрная пешка · c6 чёрная пешка · e6 чёрный слон · d5 чёрная пешка · b4 белая пешка · e4 белая пешка · f3 белый конь · h3 белая пешка · a2 белая пешка · c2 белая пешка · d2 белая пешка · f2 белая пешка · g2 белая пешка · a1 белая ладья · b1 белый конь · c1 белый слон · d1 белый ферзь · e1 белый король · f1 белый слон · h1 белая ладья | a8 чёрная ладья · b8 чёрный конь · d8 чёрный ферзь · e8 чёрный король · f8 чёрный слон · g8 чёрный конь · h8 чёрная ладья · a7 чёрная пешка · b7 чёрная пешка · e7 чёрная пешка · f7 чёрная пешка · g7 чёрная пешка · h7 чёрная пешка · c6 чёрная пешка · e6 чёрный слон · d5 чёрная пешка · b4 белая пешка · e4 белая пешка · f3 белый конь · h3 белая пешка · a2 белая пешка · c2 белая пешка · d2 белая пешка · f2 белая пешка · g2 белая пешка · a1 белая ладья · b1 белый конь · c1 белый слон · d1 белый ферзь · e1 белый король · f1 белый слон · h1 белая ладья | a8 чёрная ладья · b8 чёрный конь · d8 чёрный ферзь · e8 чёрный король · f8 чёрный слон · g8 чёрный конь · h8 чёрная ладья · a7 чёрная пешка · b7 чёрная пешка · e7 чёрная пешка · f7 чёрная пешка · g7 чёрная пешка · h7 чёрная пешка · c6 чёрная пешка · e6 чёрный слон · d5 чёрная пешка · b4 белая пешка · e4 белая пешка · f3 белый конь · h3 белая пешка · a2 белая пешка · c2 белая пешка · d2 белая пешка · f2 белая пешка · g2 белая пешка · a1 белая ладья · b1 белый конь · c1 белый слон · d1 белый ферзь · e1 белый король · f1 белый слон · h1 белая ладья | a8 чёрная ладья · b8 чёрный конь · d8 чёрный ферзь · e8 чёрный король · f8 чёрный слон · g8 чёрный конь · h8 чёрная ладья · a7 чёрная пешка · b7 чёрная пешка · e7 чёрная пешка · f7 чёрная пешка · g7 чёрная пешка · h7 чёрная пешка · c6 чёрная пешка · e6 чёрный слон · d5 чёрная пешка · b4 белая пешка · e4 белая пешка · f3 белый конь · h3 белая пешка · a2 белая пешка · c2 белая пешка · d2 белая пешка · f2 белая пешка · g2 белая пешка · a1 белая ладья · b1 белый конь · c1 белый слон · d1 белый ферзь · e1 белый король · f1 белый слон · h1 белая ладья | 6 |
| 5 | a8 чёрная ладья · b8 чёрный конь · d8 чёрный ферзь · e8 чёрный король · f8 чёрный слон · g8 чёрный конь · h8 чёрная ладья · a7 чёрная пешка · b7 чёрная пешка · e7 чёрная пешка · f7 чёрная пешка · g7 чёрная пешка · h7 чёрная пешка · c6 чёрная пешка · e6 чёрный слон · d5 чёрная пешка · b4 белая пешка · e4 белая пешка · f3 белый конь · h3 белая пешка · a2 белая пешка · c2 белая пешка · d2 белая пешка · f2 белая пешка · g2 белая пешка · a1 белая ладья · b1 белый конь · c1 белый слон · d1 белый ферзь · e1 белый король · f1 белый слон · h1 белая ладья | a8 чёрная ладья · b8 чёрный конь · d8 чёрный ферзь · e8 чёрный король · f8 чёрный слон · g8 чёрный конь · h8 чёрная ладья · a7 чёрная пешка · b7 чёрная пешка · e7 чёрная пешка · f7 чёрная пешка · g7 чёрная пешка · h7 чёрная пешка · c6 чёрная пешка · e6 чёрный слон · d5 чёрная пешка · b4 белая пешка · e4 белая пешка · f3 белый конь · h3 белая пешка · a2 белая пешка · c2 белая пешка · d2 белая пешка · f2 белая пешка · g2 белая пешка · a1 белая ладья · b1 белый конь · c1 белый слон · d1 белый ферзь · e1 белый король · f1 белый слон · h1 белая ладья | a8 чёрная ладья · b8 чёрный конь · d8 чёрный ферзь · e8 чёрный король · f8 чёрный слон · g8 чёрный конь · h8 чёрная ладья · a7 чёрная пешка · b7 чёрная пешка · e7 чёрная пешка · f7 чёрная пешка · g7 чёрная пешка · h7 чёрная пешка · c6 чёрная пешка · e6 чёрный слон · d5 чёрная пешка · b4 белая пешка · e4 белая пешка · f3 белый конь · h3 белая пешка · a2 белая пешка · c2 белая пешка · d2 белая пешка · f2 белая пешка · g2 белая пешка · a1 белая ладья · b1 белый конь · c1 белый слон · d1 белый ферзь · e1 белый король · f1 белый слон · h1 белая ладья | a8 чёрная ладья · b8 чёрный конь · d8 чёрный ферзь · e8 чёрный король · f8 чёрный слон · g8 чёрный конь · h8 чёрная ладья · a7 чёрная пешка · b7 чёрная пешка · e7 чёрная пешка · f7 чёрная пешка · g7 чёрная пешка · h7 чёрная пешка · c6 чёрная пешка · e6 чёрный слон · d5 чёрная пешка · b4 белая пешка · e4 белая пешка · f3 белый конь · h3 белая пешка · a2 белая пешка · c2 белая пешка · d2 белая пешка · f2 белая пешка · g2 белая пешка · a1 белая ладья · b1 белый конь · c1 белый слон · d1 белый ферзь · e1 белый король · f1 белый слон · h1 белая ладья | a8 чёрная ладья · b8 чёрный конь · d8 чёрный ферзь · e8 чёрный король · f8 чёрный слон · g8 чёрный конь · h8 чёрная ладья · a7 чёрная пешка · b7 чёрная пешка · e7 чёрная пешка · f7 чёрная пешка · g7 чёрная пешка · h7 чёрная пешка · c6 чёрная пешка · e6 чёрный слон · d5 чёрная пешка · b4 белая пешка · e4 белая пешка · f3 белый конь · h3 белая пешка · a2 белая пешка · c2 белая пешка · d2 белая пешка · f2 белая пешка · g2 белая пешка · a1 белая ладья · b1 белый конь · c1 белый слон · d1 белый ферзь · e1 белый король · f1 белый слон · h1 белая ладья | a8 чёрная ладья · b8 чёрный конь · d8 чёрный ферзь · e8 чёрный король · f8 чёрный слон · g8 чёрный конь · h8 чёрная ладья · a7 чёрная пешка · b7 чёрная пешка · e7 чёрная пешка · f7 чёрная пешка · g7 чёрная пешка · h7 чёрная пешка · c6 чёрная пешка · e6 чёрный слон · d5 чёрная пешка · b4 белая пешка · e4 белая пешка · f3 белый конь · h3 белая пешка · a2 белая пешка · c2 белая пешка · d2 белая пешка · f2 белая пешка · g2 белая пешка · a1 белая ладья · b1 белый конь · c1 белый слон · d1 белый ферзь · e1 белый король · f1 белый слон · h1 белая ладья | a8 чёрная ладья · b8 чёрный конь · d8 чёрный ферзь · e8 чёрный король · f8 чёрный слон · g8 чёрный конь · h8 чёрная ладья · a7 чёрная пешка · b7 чёрная пешка · e7 чёрная пешка · f7 чёрная пешка · g7 чёрная пешка · h7 чёрная пешка · c6 чёрная пешка · e6 чёрный слон · d5 чёрная пешка · b4 белая пешка · e4 белая пешка · f3 белый конь · h3 белая пешка · a2 белая пешка · c2 белая пешка · d2 белая пешка · f2 белая пешка · g2 белая пешка · a1 белая ладья · b1 белый конь · c1 белый слон · d1 белый ферзь · e1 белый король · f1 белый слон · h1 белая ладья | a8 чёрная ладья · b8 чёрный конь · d8 чёрный ферзь · e8 чёрный король · f8 чёрный слон · g8 чёрный конь · h8 чёрная ладья · a7 чёрная пешка · b7 чёрная пешка · e7 чёрная пешка · f7 чёрная пешка · g7 чёрная пешка · h7 чёрная пешка · c6 чёрная пешка · e6 чёрный слон · d5 чёрная пешка · b4 белая пешка · e4 белая пешка · f3 белый конь · h3 белая пешка · a2 белая пешка · c2 белая пешка · d2 белая пешка · f2 белая пешка · g2 белая пешка · a1 белая ладья · b1 белый конь · c1 белый слон · d1 белый ферзь · e1 белый король · f1 белый слон · h1 белая ладья | 5 |
| 4 | a8 чёрная ладья · b8 чёрный конь · d8 чёрный ферзь · e8 чёрный король · f8 чёрный слон · g8 чёрный конь · h8 чёрная ладья · a7 чёрная пешка · b7 чёрная пешка · e7 чёрная пешка · f7 чёрная пешка · g7 чёрная пешка · h7 чёрная пешка · c6 чёрная пешка · e6 чёрный слон · d5 чёрная пешка · b4 белая пешка · e4 белая пешка · f3 белый конь · h3 белая пешка · a2 белая пешка · c2 белая пешка · d2 белая пешка · f2 белая пешка · g2 белая пешка · a1 белая ладья · b1 белый конь · c1 белый слон · d1 белый ферзь · e1 белый король · f1 белый слон · h1 белая ладья | a8 чёрная ладья · b8 чёрный конь · d8 чёрный ферзь · e8 чёрный король · f8 чёрный слон · g8 чёрный конь · h8 чёрная ладья · a7 чёрная пешка · b7 чёрная пешка · e7 чёрная пешка · f7 чёрная пешка · g7 чёрная пешка · h7 чёрная пешка · c6 чёрная пешка · e6 чёрный слон · d5 чёрная пешка · b4 белая пешка · e4 белая пешка · f3 белый конь · h3 белая пешка · a2 белая пешка · c2 белая пешка · d2 белая пешка · f2 белая пешка · g2 белая пешка · a1 белая ладья · b1 белый конь · c1 белый слон · d1 белый ферзь · e1 белый король · f1 белый слон · h1 белая ладья | a8 чёрная ладья · b8 чёрный конь · d8 чёрный ферзь · e8 чёрный король · f8 чёрный слон · g8 чёрный конь · h8 чёрная ладья · a7 чёрная пешка · b7 чёрная пешка · e7 чёрная пешка · f7 чёрная пешка · g7 чёрная пешка · h7 чёрная пешка · c6 чёрная пешка · e6 чёрный слон · d5 чёрная пешка · b4 белая пешка · e4 белая пешка · f3 белый конь · h3 белая пешка · a2 белая пешка · c2 белая пешка · d2 белая пешка · f2 белая пешка · g2 белая пешка · a1 белая ладья · b1 белый конь · c1 белый слон · d1 белый ферзь · e1 белый король · f1 белый слон · h1 белая ладья | a8 чёрная ладья · b8 чёрный конь · d8 чёрный ферзь · e8 чёрный король · f8 чёрный слон · g8 чёрный конь · h8 чёрная ладья · a7 чёрная пешка · b7 чёрная пешка · e7 чёрная пешка · f7 чёрная пешка · g7 чёрная пешка · h7 чёрная пешка · c6 чёрная пешка · e6 чёрный слон · d5 чёрная пешка · b4 белая пешка · e4 белая пешка · f3 белый конь · h3 белая пешка · a2 белая пешка · c2 белая пешка · d2 белая пешка · f2 белая пешка · g2 белая пешка · a1 белая ладья · b1 белый конь · c1 белый слон · d1 белый ферзь · e1 белый король · f1 белый слон · h1 белая ладья | a8 чёрная ладья · b8 чёрный конь · d8 чёрный ферзь · e8 чёрный король · f8 чёрный слон · g8 чёрный конь · h8 чёрная ладья · a7 чёрная пешка · b7 чёрная пешка · e7 чёрная пешка · f7 чёрная пешка · g7 чёрная пешка · h7 чёрная пешка · c6 чёрная пешка · e6 чёрный слон · d5 чёрная пешка · b4 белая пешка · e4 белая пешка · f3 белый конь · h3 белая пешка · a2 белая пешка · c2 белая пешка · d2 белая пешка · f2 белая пешка · g2 белая пешка · a1 белая ладья · b1 белый конь · c1 белый слон · d1 белый ферзь · e1 белый король · f1 белый слон · h1 белая ладья | a8 чёрная ладья · b8 чёрный конь · d8 чёрный ферзь · e8 чёрный король · f8 чёрный слон · g8 чёрный конь · h8 чёрная ладья · a7 чёрная пешка · b7 чёрная пешка · e7 чёрная пешка · f7 чёрная пешка · g7 чёрная пешка · h7 чёрная пешка · c6 чёрная пешка · e6 чёрный слон · d5 чёрная пешка · b4 белая пешка · e4 белая пешка · f3 белый конь · h3 белая пешка · a2 белая пешка · c2 белая пешка · d2 белая пешка · f2 белая пешка · g2 белая пешка · a1 белая ладья · b1 белый конь · c1 белый слон · d1 белый ферзь · e1 белый король · f1 белый слон · h1 белая ладья | a8 чёрная ладья · b8 чёрный конь · d8 чёрный ферзь · e8 чёрный король · f8 чёрный слон · g8 чёрный конь · h8 чёрная ладья · a7 чёрная пешка · b7 чёрная пешка · e7 чёрная пешка · f7 чёрная пешка · g7 чёрная пешка · h7 чёрная пешка · c6 чёрная пешка · e6 чёрный слон · d5 чёрная пешка · b4 белая пешка · e4 белая пешка · f3 белый конь · h3 белая пешка · a2 белая пешка · c2 белая пешка · d2 белая пешка · f2 белая пешка · g2 белая пешка · a1 белая ладья · b1 белый конь · c1 белый слон · d1 белый ферзь · e1 белый король · f1 белый слон · h1 белая ладья | a8 чёрная ладья · b8 чёрный конь · d8 чёрный ферзь · e8 чёрный король · f8 чёрный слон · g8 чёрный конь · h8 чёрная ладья · a7 чёрная пешка · b7 чёрная пешка · e7 чёрная пешка · f7 чёрная пешка · g7 чёрная пешка · h7 чёрная пешка · c6 чёрная пешка · e6 чёрный слон · d5 чёрная пешка · b4 белая пешка · e4 белая пешка · f3 белый конь · h3 белая пешка · a2 белая пешка · c2 белая пешка · d2 белая пешка · f2 белая пешка · g2 белая пешка · a1 белая ладья · b1 белый конь · c1 белый слон · d1 белый ферзь · e1 белый король · f1 белый слон · h1 белая ладья | 4 |
| 3 | a8 чёрная ладья · b8 чёрный конь · d8 чёрный ферзь · e8 чёрный король · f8 чёрный слон · g8 чёрный конь · h8 чёрная ладья · a7 чёрная пешка · b7 чёрная пешка · e7 чёрная пешка · f7 чёрная пешка · g7 чёрная пешка · h7 чёрная пешка · c6 чёрная пешка · e6 чёрный слон · d5 чёрная пешка · b4 белая пешка · e4 белая пешка · f3 белый конь · h3 белая пешка · a2 белая пешка · c2 белая пешка · d2 белая пешка · f2 белая пешка · g2 белая пешка · a1 белая ладья · b1 белый конь · c1 белый слон · d1 белый ферзь · e1 белый король · f1 белый слон · h1 белая ладья | a8 чёрная ладья · b8 чёрный конь · d8 чёрный ферзь · e8 чёрный король · f8 чёрный слон · g8 чёрный конь · h8 чёрная ладья · a7 чёрная пешка · b7 чёрная пешка · e7 чёрная пешка · f7 чёрная пешка · g7 чёрная пешка · h7 чёрная пешка · c6 чёрная пешка · e6 чёрный слон · d5 чёрная пешка · b4 белая пешка · e4 белая пешка · f3 белый конь · h3 белая пешка · a2 белая пешка · c2 белая пешка · d2 белая пешка · f2 белая пешка · g2 белая пешка · a1 белая ладья · b1 белый конь · c1 белый слон · d1 белый ферзь · e1 белый король · f1 белый слон · h1 белая ладья | a8 чёрная ладья · b8 чёрный конь · d8 чёрный ферзь · e8 чёрный король · f8 чёрный слон · g8 чёрный конь · h8 чёрная ладья · a7 чёрная пешка · b7 чёрная пешка · e7 чёрная пешка · f7 чёрная пешка · g7 чёрная пешка · h7 чёрная пешка · c6 чёрная пешка · e6 чёрный слон · d5 чёрная пешка · b4 белая пешка · e4 белая пешка · f3 белый конь · h3 белая пешка · a2 белая пешка · c2 белая пешка · d2 белая пешка · f2 белая пешка · g2 белая пешка · a1 белая ладья · b1 белый конь · c1 белый слон · d1 белый ферзь · e1 белый король · f1 белый слон · h1 белая ладья | a8 чёрная ладья · b8 чёрный конь · d8 чёрный ферзь · e8 чёрный король · f8 чёрный слон · g8 чёрный конь · h8 чёрная ладья · a7 чёрная пешка · b7 чёрная пешка · e7 чёрная пешка · f7 чёрная пешка · g7 чёрная пешка · h7 чёрная пешка · c6 чёрная пешка · e6 чёрный слон · d5 чёрная пешка · b4 белая пешка · e4 белая пешка · f3 белый конь · h3 белая пешка · a2 белая пешка · c2 белая пешка · d2 белая пешка · f2 белая пешка · g2 белая пешка · a1 белая ладья · b1 белый конь · c1 белый слон · d1 белый ферзь · e1 белый король · f1 белый слон · h1 белая ладья | a8 чёрная ладья · b8 чёрный конь · d8 чёрный ферзь · e8 чёрный король · f8 чёрный слон · g8 чёрный конь · h8 чёрная ладья · a7 чёрная пешка · b7 чёрная пешка · e7 чёрная пешка · f7 чёрная пешка · g7 чёрная пешка · h7 чёрная пешка · c6 чёрная пешка · e6 чёрный слон · d5 чёрная пешка · b4 белая пешка · e4 белая пешка · f3 белый конь · h3 белая пешка · a2 белая пешка · c2 белая пешка · d2 белая пешка · f2 белая пешка · g2 белая пешка · a1 белая ладья · b1 белый конь · c1 белый слон · d1 белый ферзь · e1 белый король · f1 белый слон · h1 белая ладья | a8 чёрная ладья · b8 чёрный конь · d8 чёрный ферзь · e8 чёрный король · f8 чёрный слон · g8 чёрный конь · h8 чёрная ладья · a7 чёрная пешка · b7 чёрная пешка · e7 чёрная пешка · f7 чёрная пешка · g7 чёрная пешка · h7 чёрная пешка · c6 чёрная пешка · e6 чёрный слон · d5 чёрная пешка · b4 белая пешка · e4 белая пешка · f3 белый конь · h3 белая пешка · a2 белая пешка · c2 белая пешка · d2 белая пешка · f2 белая пешка · g2 белая пешка · a1 белая ладья · b1 белый конь · c1 белый слон · d1 белый ферзь · e1 белый король · f1 белый слон · h1 белая ладья | a8 чёрная ладья · b8 чёрный конь · d8 чёрный ферзь · e8 чёрный король · f8 чёрный слон · g8 чёрный конь · h8 чёрная ладья · a7 чёрная пешка · b7 чёрная пешка · e7 чёрная пешка · f7 чёрная пешка · g7 чёрная пешка · h7 чёрная пешка · c6 чёрная пешка · e6 чёрный слон · d5 чёрная пешка · b4 белая пешка · e4 белая пешка · f3 белый конь · h3 белая пешка · a2 белая пешка · c2 белая пешка · d2 белая пешка · f2 белая пешка · g2 белая пешка · a1 белая ладья · b1 белый конь · c1 белый слон · d1 белый ферзь · e1 белый король · f1 белый слон · h1 белая ладья | a8 чёрная ладья · b8 чёрный конь · d8 чёрный ферзь · e8 чёрный король · f8 чёрный слон · g8 чёрный конь · h8 чёрная ладья · a7 чёрная пешка · b7 чёрная пешка · e7 чёрная пешка · f7 чёрная пешка · g7 чёрная пешка · h7 чёрная пешка · c6 чёрная пешка · e6 чёрный слон · d5 чёрная пешка · b4 белая пешка · e4 белая пешка · f3 белый конь · h3 белая пешка · a2 белая пешка · c2 белая пешка · d2 белая пешка · f2 белая пешка · g2 белая пешка · a1 белая ладья · b1 белый конь · c1 белый слон · d1 белый ферзь · e1 белый король · f1 белый слон · h1 белая ладья | 3 |
| 2 | a8 чёрная ладья · b8 чёрный конь · d8 чёрный ферзь · e8 чёрный король · f8 чёрный слон · g8 чёрный конь · h8 чёрная ладья · a7 чёрная пешка · b7 чёрная пешка · e7 чёрная пешка · f7 чёрная пешка · g7 чёрная пешка · h7 чёрная пешка · c6 чёрная пешка · e6 чёрный слон · d5 чёрная пешка · b4 белая пешка · e4 белая пешка · f3 белый конь · h3 белая пешка · a2 белая пешка · c2 белая пешка · d2 белая пешка · f2 белая пешка · g2 белая пешка · a1 белая ладья · b1 белый конь · c1 белый слон · d1 белый ферзь · e1 белый король · f1 белый слон · h1 белая ладья | a8 чёрная ладья · b8 чёрный конь · d8 чёрный ферзь · e8 чёрный король · f8 чёрный слон · g8 чёрный конь · h8 чёрная ладья · a7 чёрная пешка · b7 чёрная пешка · e7 чёрная пешка · f7 чёрная пешка · g7 чёрная пешка · h7 чёрная пешка · c6 чёрная пешка · e6 чёрный слон · d5 чёрная пешка · b4 белая пешка · e4 белая пешка · f3 белый конь · h3 белая пешка · a2 белая пешка · c2 белая пешка · d2 белая пешка · f2 белая пешка · g2 белая пешка · a1 белая ладья · b1 белый конь · c1 белый слон · d1 белый ферзь · e1 белый король · f1 белый слон · h1 белая ладья | a8 чёрная ладья · b8 чёрный конь · d8 чёрный ферзь · e8 чёрный король · f8 чёрный слон · g8 чёрный конь · h8 чёрная ладья · a7 чёрная пешка · b7 чёрная пешка · e7 чёрная пешка · f7 чёрная пешка · g7 чёрная пешка · h7 чёрная пешка · c6 чёрная пешка · e6 чёрный слон · d5 чёрная пешка · b4 белая пешка · e4 белая пешка · f3 белый конь · h3 белая пешка · a2 белая пешка · c2 белая пешка · d2 белая пешка · f2 белая пешка · g2 белая пешка · a1 белая ладья · b1 белый конь · c1 белый слон · d1 белый ферзь · e1 белый король · f1 белый слон · h1 белая ладья | a8 чёрная ладья · b8 чёрный конь · d8 чёрный ферзь · e8 чёрный король · f8 чёрный слон · g8 чёрный конь · h8 чёрная ладья · a7 чёрная пешка · b7 чёрная пешка · e7 чёрная пешка · f7 чёрная пешка · g7 чёрная пешка · h7 чёрная пешка · c6 чёрная пешка · e6 чёрный слон · d5 чёрная пешка · b4 белая пешка · e4 белая пешка · f3 белый конь · h3 белая пешка · a2 белая пешка · c2 белая пешка · d2 белая пешка · f2 белая пешка · g2 белая пешка · a1 белая ладья · b1 белый конь · c1 белый слон · d1 белый ферзь · e1 белый король · f1 белый слон · h1 белая ладья | a8 чёрная ладья · b8 чёрный конь · d8 чёрный ферзь · e8 чёрный король · f8 чёрный слон · g8 чёрный конь · h8 чёрная ладья · a7 чёрная пешка · b7 чёрная пешка · e7 чёрная пешка · f7 чёрная пешка · g7 чёрная пешка · h7 чёрная пешка · c6 чёрная пешка · e6 чёрный слон · d5 чёрная пешка · b4 белая пешка · e4 белая пешка · f3 белый конь · h3 белая пешка · a2 белая пешка · c2 белая пешка · d2 белая пешка · f2 белая пешка · g2 белая пешка · a1 белая ладья · b1 белый конь · c1 белый слон · d1 белый ферзь · e1 белый король · f1 белый слон · h1 белая ладья | a8 чёрная ладья · b8 чёрный конь · d8 чёрный ферзь · e8 чёрный король · f8 чёрный слон · g8 чёрный конь · h8 чёрная ладья · a7 чёрная пешка · b7 чёрная пешка · e7 чёрная пешка · f7 чёрная пешка · g7 чёрная пешка · h7 чёрная пешка · c6 чёрная пешка · e6 чёрный слон · d5 чёрная пешка · b4 белая пешка · e4 белая пешка · f3 белый конь · h3 белая пешка · a2 белая пешка · c2 белая пешка · d2 белая пешка · f2 белая пешка · g2 белая пешка · a1 белая ладья · b1 белый конь · c1 белый слон · d1 белый ферзь · e1 белый король · f1 белый слон · h1 белая ладья | a8 чёрная ладья · b8 чёрный конь · d8 чёрный ферзь · e8 чёрный король · f8 чёрный слон · g8 чёрный конь · h8 чёрная ладья · a7 чёрная пешка · b7 чёрная пешка · e7 чёрная пешка · f7 чёрная пешка · g7 чёрная пешка · h7 чёрная пешка · c6 чёрная пешка · e6 чёрный слон · d5 чёрная пешка · b4 белая пешка · e4 белая пешка · f3 белый конь · h3 белая пешка · a2 белая пешка · c2 белая пешка · d2 белая пешка · f2 белая пешка · g2 белая пешка · a1 белая ладья · b1 белый конь · c1 белый слон · d1 белый ферзь · e1 белый король · f1 белый слон · h1 белая ладья | a8 чёрная ладья · b8 чёрный конь · d8 чёрный ферзь · e8 чёрный король · f8 чёрный слон · g8 чёрный конь · h8 чёрная ладья · a7 чёрная пешка · b7 чёрная пешка · e7 чёрная пешка · f7 чёрная пешка · g7 чёрная пешка · h7 чёрная пешка · c6 чёрная пешка · e6 чёрный слон · d5 чёрная пешка · b4 белая пешка · e4 белая пешка · f3 белый конь · h3 белая пешка · a2 белая пешка · c2 белая пешка · d2 белая пешка · f2 белая пешка · g2 белая пешка · a1 белая ладья · b1 белый конь · c1 белый слон · d1 белый ферзь · e1 белый король · f1 белый слон · h1 белая ладья | 2 |
| 1 | a8 чёрная ладья · b8 чёрный конь · d8 чёрный ферзь · e8 чёрный король · f8 чёрный слон · g8 чёрный конь · h8 чёрная ладья · a7 чёрная пешка · b7 чёрная пешка · e7 чёрная пешка · f7 чёрная пешка · g7 чёрная пешка · h7 чёрная пешка · c6 чёрная пешка · e6 чёрный слон · d5 чёрная пешка · b4 белая пешка · e4 белая пешка · f3 белый конь · h3 белая пешка · a2 белая пешка · c2 белая пешка · d2 белая пешка · f2 белая пешка · g2 белая пешка · a1 белая ладья · b1 белый конь · c1 белый слон · d1 белый ферзь · e1 белый король · f1 белый слон · h1 белая ладья | a8 чёрная ладья · b8 чёрный конь · d8 чёрный ферзь · e8 чёрный король · f8 чёрный слон · g8 чёрный конь · h8 чёрная ладья · a7 чёрная пешка · b7 чёрная пешка · e7 чёрная пешка · f7 чёрная пешка · g7 чёрная пешка · h7 чёрная пешка · c6 чёрная пешка · e6 чёрный слон · d5 чёрная пешка · b4 белая пешка · e4 белая пешка · f3 белый конь · h3 белая пешка · a2 белая пешка · c2 белая пешка · d2 белая пешка · f2 белая пешка · g2 белая пешка · a1 белая ладья · b1 белый конь · c1 белый слон · d1 белый ферзь · e1 белый король · f1 белый слон · h1 белая ладья | a8 чёрная ладья · b8 чёрный конь · d8 чёрный ферзь · e8 чёрный король · f8 чёрный слон · g8 чёрный конь · h8 чёрная ладья · a7 чёрная пешка · b7 чёрная пешка · e7 чёрная пешка · f7 чёрная пешка · g7 чёрная пешка · h7 чёрная пешка · c6 чёрная пешка · e6 чёрный слон · d5 чёрная пешка · b4 белая пешка · e4 белая пешка · f3 белый конь · h3 белая пешка · a2 белая пешка · c2 белая пешка · d2 белая пешка · f2 белая пешка · g2 белая пешка · a1 белая ладья · b1 белый конь · c1 белый слон · d1 белый ферзь · e1 белый король · f1 белый слон · h1 белая ладья | a8 чёрная ладья · b8 чёрный конь · d8 чёрный ферзь · e8 чёрный король · f8 чёрный слон · g8 чёрный конь · h8 чёрная ладья · a7 чёрная пешка · b7 чёрная пешка · e7 чёрная пешка · f7 чёрная пешка · g7 чёрная пешка · h7 чёрная пешка · c6 чёрная пешка · e6 чёрный слон · d5 чёрная пешка · b4 белая пешка · e4 белая пешка · f3 белый конь · h3 белая пешка · a2 белая пешка · c2 белая пешка · d2 белая пешка · f2 белая пешка · g2 белая пешка · a1 белая ладья · b1 белый конь · c1 белый слон · d1 белый ферзь · e1 белый король · f1 белый слон · h1 белая ладья | a8 чёрная ладья · b8 чёрный конь · d8 чёрный ферзь · e8 чёрный король · f8 чёрный слон · g8 чёрный конь · h8 чёрная ладья · a7 чёрная пешка · b7 чёрная пешка · e7 чёрная пешка · f7 чёрная пешка · g7 чёрная пешка · h7 чёрная пешка · c6 чёрная пешка · e6 чёрный слон · d5 чёрная пешка · b4 белая пешка · e4 белая пешка · f3 белый конь · h3 белая пешка · a2 белая пешка · c2 белая пешка · d2 белая пешка · f2 белая пешка · g2 белая пешка · a1 белая ладья · b1 белый конь · c1 белый слон · d1 белый ферзь · e1 белый король · f1 белый слон · h1 белая ладья | a8 чёрная ладья · b8 чёрный конь · d8 чёрный ферзь · e8 чёрный король · f8 чёрный слон · g8 чёрный конь · h8 чёрная ладья · a7 чёрная пешка · b7 чёрная пешка · e7 чёрная пешка · f7 чёрная пешка · g7 чёрная пешка · h7 чёрная пешка · c6 чёрная пешка · e6 чёрный слон · d5 чёрная пешка · b4 белая пешка · e4 белая пешка · f3 белый конь · h3 белая пешка · a2 белая пешка · c2 белая пешка · d2 белая пешка · f2 белая пешка · g2 белая пешка · a1 белая ладья · b1 белый конь · c1 белый слон · d1 белый ферзь · e1 белый король · f1 белый слон · h1 белая ладья | a8 чёрная ладья · b8 чёрный конь · d8 чёрный ферзь · e8 чёрный король · f8 чёрный слон · g8 чёрный конь · h8 чёрная ладья · a7 чёрная пешка · b7 чёрная пешка · e7 чёрная пешка · f7 чёрная пешка · g7 чёрная пешка · h7 чёрная пешка · c6 чёрная пешка · e6 чёрный слон · d5 чёрная пешка · b4 белая пешка · e4 белая пешка · f3 белый конь · h3 белая пешка · a2 белая пешка · c2 белая пешка · d2 белая пешка · f2 белая пешка · g2 белая пешка · a1 белая ладья · b1 белый конь · c1 белый слон · d1 белый ферзь · e1 белый король · f1 белый слон · h1 белая ладья | a8 чёрная ладья · b8 чёрный конь · d8 чёрный ферзь · e8 чёрный король · f8 чёрный слон · g8 чёрный конь · h8 чёрная ладья · a7 чёрная пешка · b7 чёрная пешка · e7 чёрная пешка · f7 чёрная пешка · g7 чёрная пешка · h7 чёрная пешка · c6 чёрная пешка · e6 чёрный слон · d5 чёрная пешка · b4 белая пешка · e4 белая пешка · f3 белый конь · h3 белая пешка · a2 белая пешка · c2 белая пешка · d2 белая пешка · f2 белая пешка · g2 белая пешка · a1 белая ладья · b1 белый конь · c1 белый слон · d1 белый ферзь · e1 белый король · f1 белый слон · h1 белая ладья | 1 |
|   | a | b | c | d | e | f | g | h |   | Окошкин — белые, Занадворов — чёрные, следующий ход чёрных.

- Предположительно, Окошкин (в исполнении Алексея Жаркова) появляется также и в более позднем фильме Германа «Хрусталёв, машину!» (1998), описывающем события 1953 года, в качестве высокопоставленного чиновника МВД. В частности, в этом фильме у персонажа Жаркова есть такая фраза o генерале Клёнском: «его жена у нас в Унчанске до войны роли играла». Жену Клёнского также играет Нина Русланова.
- Актриса Адашова за общим обедом исполняя Гимн Коминтерна («Заводы вставайте …») поет только первый и третий куплеты, пропуская второй, в котором говорится о планах захвата власти во всем мире:

Огонь ленинизма наш путь освещает,
На штурм капитала весь мир поднимает!
Два класса столкнулись в последнем бою;
Наш лозунг — Всемирный Советский Союз! (2 раза)

## Призы и премии
- 1986 — Государственная премия РСФСР имени братьев Васильевых (Андрей Болтнев, Эдуард Володарский, Алексей Герман, Юрий Пугач, Нина Русланова, Валерий Федосов)
- 1986 — Международный кинофестиваль в Локарно (Приз FIPRESCI[10], Приз Э. Артариа[11] — Алексей Герман)
- 1987 — Международный кинофестиваль в Роттердаме (Премия критики — Алексей Герман)